# Паризький саміт НАТО 1997

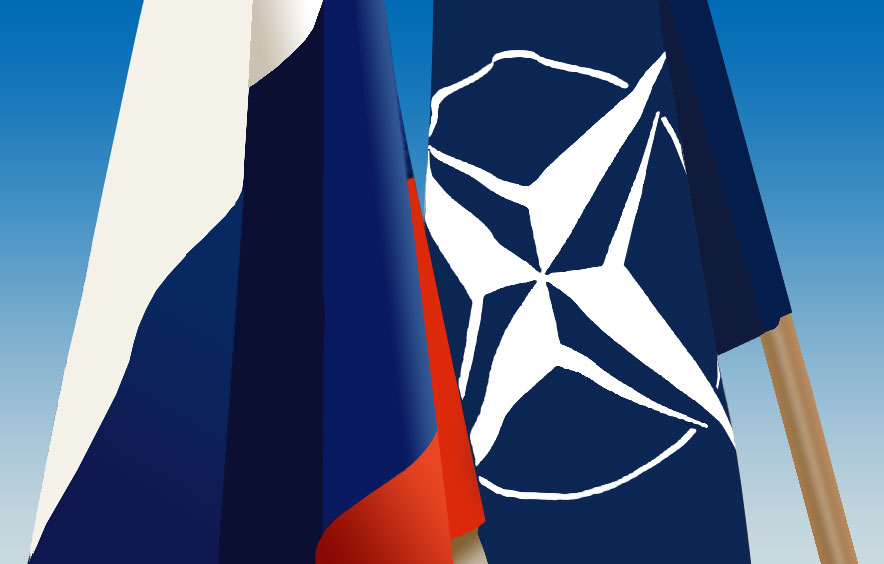
НАТО-Росія

Паризький саміт НАТО—Росія 1997  — зустріч на вищому рівні глав держав та голів урядів країн-членів Північноатлантичного альянсу, офіційні засідання та неофіційні бесіди якої проходили у Парижі (Франція) 27 травня 1997 року. В результаті 27 травня 1997 року Генеральний секретар НАТО, глави держав та голів урядів країн-членів Північноатлантичного альянсу та Президент Російської Федерації підписали «Основоположний акт про взаємні відносини, співпрацю і безпеку»

## Основоположний акт про взаємні відносини, співпрацю і безпеку
В основоположному Акті містяться тверді зобов'язання сторін, прийняті на вищому рівні про те, що Росія - НАТО і держави - члени альянсу приймуть всі необхідні заходи відповідно до їх внутрішніх процедур для забезпечення їх виконання. Цей документ за формою відображає практику укладання загальноєвропейських домовленостей.  
В Основоположному Акті вкладається філософія якісно нових відносин між Росією і НАТО. Цей Акт визначає цілі та механізм консультацій, співробітництва, спільного прийняття рішень і спільних дій, які складуть ядро взаємин між Росією і НАТО.
Сторони більш не розглядають один одного як супротивників. 

### Основна мета
Подолання залишків конфронтації і зміцнення взаємної довіри і співпраці. На основі спільних інтересів, взаємності та транспарентності вони мають намір розвивати міцне, стабільне і рівноправне партнерство. 

### Зміст документу
Основоположний Акт складається з чотирьох розділів. Розпочинається він з преамбули, далі в першому розділі розглядаються основні принципи, розділ другий — механізм консультацій і співпраці, спільна рада Росія-НАТО, третій — області консультацій і співпраці та четвертий — військово-політичні питання.

## Досягнення та результати
Президентом Російської Федерації, генеральним секретарем НАТО і главами держав і урядів країн-членів Північноатлантичного альянсу підписано Основоположний Акт про взаємини, співпрацю і безпеку між Російською Федерацією і Організацією Північноатлантичного договору. Документ покликаний стати найважливішим елементом у формуванні нової системи безпеки в Європі. Разом з тим підписання Акта жодним чином не означає ухвалення Росією планів розширення НАТО. Не поступаючись фундаментальними інтересами своєї безпеки, Росія та НАТО закладають основу якісно нових взаємин. Важливо й те, що в Акті НАТО підтверджує намір продовжити свою трансформацію у напрямку розвитку політичних функцій альянсу, переорієнтації на миротворчість і зміцнення європейської складової, перегляд стратегічної концепції. 
Відповідно до Основоположного Акту створено Спільну Постійну раду Росія - НАТО, яка забезпечує механізм консультацій і координацію для спільних рішень і спільних дій стосовно питань безпеки, що викликають загальну заклопотаність.
Основоположний акт про взаємні відносини, співпрацю і безпеку між Росією і НАТО був підписаний в 1997 році. В той же час було створено спільну раду Росія-НАТО,а в 2002 році - Рада Росія-НАТО. 1 квітня на зустрічі міністрів закордонних справ країн-членів НАТО в Брюсселі альянс оголосив про припинення цивільного та військового співробітництва з Росією.